# BMW Z1
Pour les articles homonymes, voir Z1.
 (janvier 2017).
Si vous disposez d'ouvrages ou d'articles de référence ou si vous connaissez des sites web de qualité traitant du thème abordé ici, merci de compléter l'article en donnant les références utiles à sa vérifiabilité et en les liant à la section « Notes et références ».
La Z1 est un modèle d'automobile du constructeur BMW. Elle fut produite de juillet 1988 à juin 1991. Descendante de la BMW 507, la Z1 augure une série de prestigieux roadsters "Z", signifiant "Zukunft" qui veut dire "futur" en allemand.

## Historique

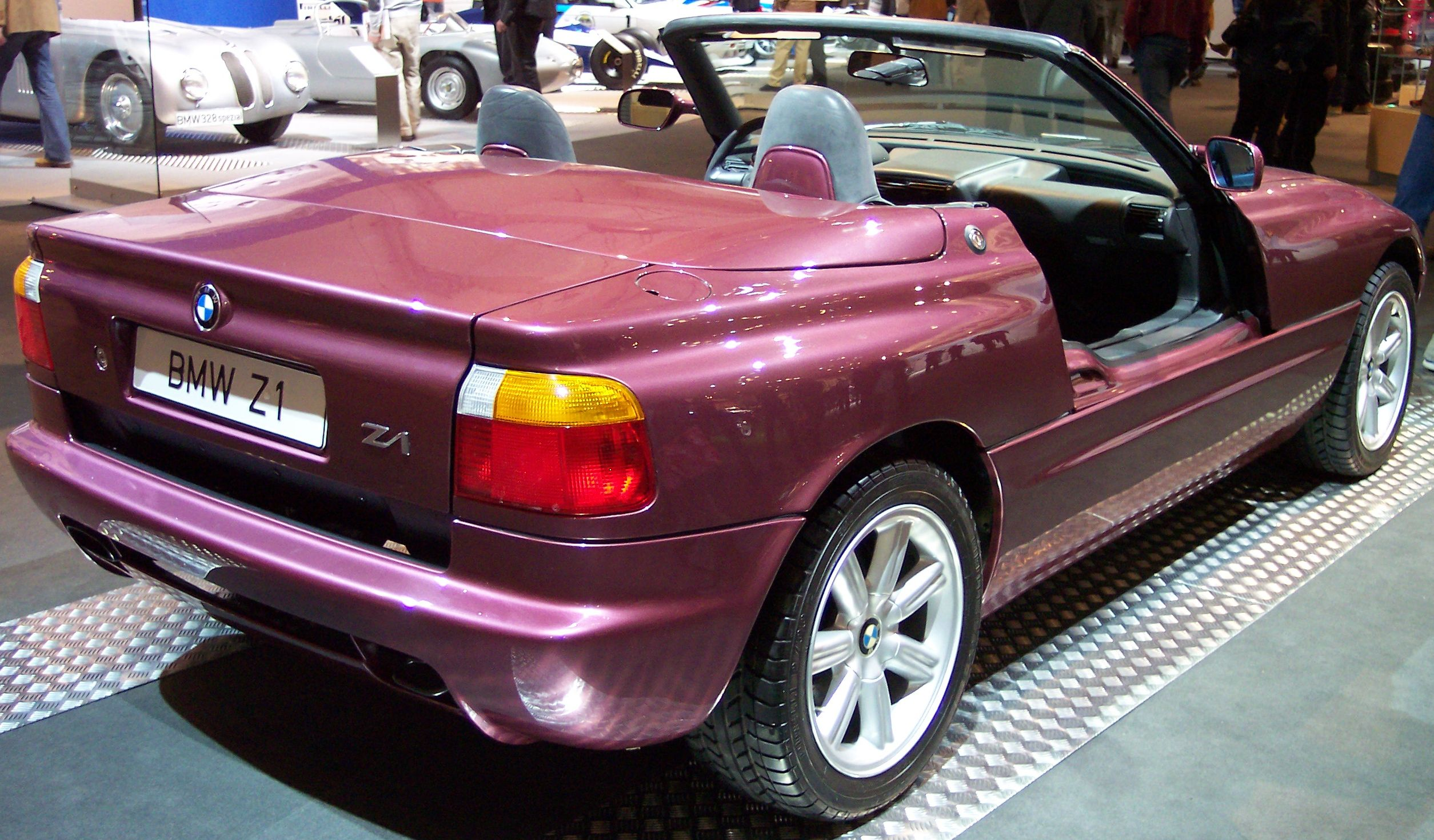
Une BMW Z1.

La Z1 fut dévoilée au Salon automobile de Francfort en 1987 et disponible en 1988 d'abord en 4 couleurs puis en 6 couleurs en 1991 dernière année de production. Équipé d'une motorisation de BMW 325i E30, 6 cylindres en ligne de 2,5l, la Z1 offre 170 ch. Elle reste le modèle introduisant de nombreuses innovations dans la gamme, et notamment l'intégration de matériaux composites, les portes escamotables, et l'ABS. Ce modèle restera pourtant exclusif du fait de son prix (près de 366 700 francs de l'époque). Si les performances paraissaient modestes, en raison notamment d'un étagement de boîte mal adapté, les capacités de la Z1 en matière de rigidité de châssis et de tenue de route étaient tout simplement exceptionnelles, y compris par rapport à des cabriolets modernes.
Le roadster Z1 fut la première « grande » série Z de BMW. Persuadée de l'existence de ce marché de niche, la réponse de BMW arrivera en 1995, avec la Z3 bien moins spectaculaire et innovante, qui sera vendu beaucoup moins chère et en très grand nombre. La version Alpina, (appelée « RLE » pour Roadster Limited Edition) qui proposait 200 ch, et qui a été produite à 66 exemplaires, est la plus exclusive ; les prix des rares modèles à vendre en occasion sont prohibitifs.

## BMW Z1: voiture de collection
La Z1 fait encore figure aujourd'hui de voiture d'exception tant dans la production de BMW qu'au niveau des constructeurs automobiles en général; elle attire la convoitise des collectionneurs amateurs de véhicules exclusifs et se négocie parfois fort cher. Des clubs spécifiques ont vu le jour en Allemagne d'abord, puis aux Pays-Bas, en France, en Italie, au Japon. En 2012, des collectionneurs du monde entier se sont retrouvés à Munich pour fêter les 25 ans de la Z1.

## Lieu et chiffres de production
La coque en acier galvanisé de la BMW Z1 a été produite par le carrossier Baur, une entreprise allemande basée à Stuttgart.
8 012 exemplaires ont été fabriqués jusqu'en 1991 dont 12 prototypes produits entre 1986 et 1987.
| Année | Nombre d’exemplaires |
| 1988  | 58                   |
| 1989  | 2 400                |
| 1990  | 4 091                |
| 1991  | 1 451                |
| TOTAL | 8 000                |